# 火影忍者劇場版：慕留人
《火影忍者劇場版：金生傳》（英語：BORUTO -NARUTO THE MOVIE-）是火影忍者電影系列第十一部，電影與前十部的作品不同，劇情以新生代的忍者為主要角色，同時本作品亦會打開火影忍者新時代的序幕。電影由火影忍者漫畫作者岸本齊史作為電影故事製作人和指揮，並於2015年8月7日於日本上映；本片也是火影忍者系列首次在中国大陆电影院线上映的作品。剧场版中的剧情亦在《金生傳-火影次世代-》中延续。

## 故事簡介
漩渦慕留人雖然身為木葉英雄—第七代火影漩渦鳴人的兒子，但慕留人卻並沒因為這樣而喜歡父親。慕留人希望將父親鳴人完全否定，並且有著超越其父的想法，於是懇求身為父親永遠對手的宇智波佐助收他為徒，決定寫出屬於自己的新一頁，讓父親對他另眼相看。中忍考试，慕留人因受到科學家方助教唆，使用违禁品—科學忍具比賽，想让父亲看清楚他的本领。然而，发现这一切的鸣人却当场判定慕留人败北，并取消他的中忍资格。村子遭遇危机，忍术对敌人无效，使鸣人佐助烦恼。这时，佐助想起了慕留人那会隐形的螺旋丸，要慕留人对敌人使出螺旋丸。可惜慕留人的查克拉已耗尽，鸣人用他的查克拉帮慕留人使出大玉螺旋丸，击倒敌人。村子恢复平静，慕留人向往着在暗处保护村子的佐助，以佐助为目标努力着。

## 登場角色
| 角色                   | 日語配音         | 国语配音 （台灣） | 普通话配音 （中國大陸） | 介紹                                                                                                 |
| 大筒木桃式（モモシキ） | 浪川大輔         | 何志威            | 赵毅                    | 本作反派，其雙手寄宿著輪迴眼，擁有吸收忍術的能力。                                                   |
| 大筒木金式（キンシキ） | 安元洋貴         | 陳幼文            | 冯盛                    | 只會順從桃式意思的反派部下，據說擁有與佐助對等的實力。                                               |
| 漩渦慕留人             | 三瓶由布子       | 吳佳樺            | 山新                    | 新生代的忍者，本作品主角，為漩渦鳴人與日向雛田之子，與身為火影的父親鳴人關係不融洽。                 |
| 宇智波紗羅妲           | 菊池心           | 曾允凡            | 佟心竹                  | 新生代的忍者，本作品女主角，為宇智波佐助與春野櫻之女。                                               |
| 漩渦鳴人               | 竹內順子         | 蔣篤慧            | 藤新                    | 漫畫原主角，本作品的主要角色，亦是新生代的開創者。為第四次大戰後新三忍之一，同是亦是木葉第七代火影。 |
| 宇智波佐助             | 杉山紀彰         | 林佑俽            | 王祯                    | 新生代的開創者、慕留人的師傅。為第四次大戰後新三忍之一。                                             |
| 巳月                   | 木島隆一         | 楊佩蓉            | 曹旭鹏                  | 為大蛇丸的孩子，帶著神秘氣息的新生代，是從音忍者村過來木葉的忍者。                                   |
| 山中井陣               | 阿部敦           | 丘梅君            |                         | 新生代的忍者，為祭與山中井野之子。                                                                   |
| 奈良鹿代               | 小野賢章         | 曾允凡            |                         | 新生代的忍者，為奈良鹿丸與手鞠之子。                                                                 |
| 秋道蝶蝶               | 劇場版中沒有台詞 |                   |                         | 新生代的忍者，為秋道丁次與輕之女。                                                                   |

## 電影主題曲
- 《潛水者》演唱：KANA-BOON

## 票房
截至2015年8月25日，該電影的票房收入已超過20億日圓。而在中国大陆首周票房为6180万人民币，位列当周票房第六位。

## 相关产品
1. 劇場版ナルト「 BORUTO NARUTO THE MOVIE 」 映画特典『 在の書 』 B01422MXSS

## 外部連結
- 官方網站 （页面存档备份，存于）（日語）